# 98ª Divisione aviotrasportata delle guardie "Svir-70º Anniversario della Rivoluzione d'Ottobre"
La 98ª Divisione aviotrasportata delle guardie "Svir-70º Anniversario della Rivoluzione d'Ottobre" (in russo 98-я гвардейская воздушно-десантная Свирская дивизия имени 70-летия Великого Октября?, 98-ja gvardejskaja vozdušno-desantnaja Svirskaja divizija imeni 70-letija Velikogo Oktjabrja, unità militare 65451) è un'unità di fanteria aviotrasportata del VDV con base a Ivanovo.

## Storia

### Unione Sovietica
La divisione venne formata nel Distretto militare di Mosca il 20 dicembre 1943 come 13ª Divisione aviotrasportata delle guardie sulla base della 18ª, 19ª e 20ª Brigata aviotrasportata delle guardie. Pochi giorni dopo, il 19 gennaio 1944, l'unità è stata riorganizzata nella 98ª Divisione fucilieri delle guardie. Fu quindi inquadrata nel 37º Corpo fucilieri delle guardie e inviata in Carelia, dove prese parte all'offensiva Svir-Petrozavodsk nel mese di giugno. Per i meriti dimostrati in battaglia durante l'attraversamento del fiume Svir' la divisione gli venne ufficialmente intitolata il 2 luglio 1944. Dopo aver liberato la città di Olonec, il 15 luglio raggiunse il confine finlandese, combattendo nei pressi di Sortavala. Il 13 agosto venne ritirata in riserva e trasferita a Mogilev. Nel febbraio 1945 fu schierata in Ungheria, dove il 13 marzo respinse alcuni contrattacchi tedeschi presso Gyula. Nei giorni seguenti conquistò le città di Veszprém, Sárvár, Pápa e Devecser, venendo per questo insignita dell'Ordine della Bandiera rossa il 26 aprile. Partecipò all'offensiva di Vienna, entrando in territorio austriaco il 1º aprile e occupando immediatamente Neunkirchen. Dopo la caduta di Vienna proseguì verso nord, fino a raggiungere Plzeň l'8 maggio 1945, tagliando la via di fuga alle truppe tedesche che cercavano di arrendersi alle forze alleate.
All'inizio del 1946 la divisione venne trasferita in estremo oriente, a Pokrovka, dove fu nuovamente riorganizzata e l'attuale denominazione di 98ª Divisione aviotrasportata delle guardie. Nel 1951 fu rischierata presso Belogorsk. Il 22 febbraio 1968, per i risultati ottenuti in addestramento e in occasione del 50º anniversario delle Forze armate sovietiche, la divisione venne insignita dell'Ordine di Kutuzov di II Classe. Nell'agosto 1969 venne trasferita sul territorio della RSS Ucraina, a Bolhrad. Nel 1989 alcuni suoi reparti vennero inviati in Azerbaigian per reprimere la sollevazione popolare che sarebbe sfociata nel cosiddetto Gennaio nero. Il 18 ottobre un aereo Ilyushin Il-76 che trasportava personale della divisione si schiantò nei pressi di Baku, uccidendo 48 soldati e 9 membri dell'equipaggio.

### Federazione Russa
In seguito alla dissoluzione dell'Unione Sovietica, nell'agosto 1991 la divisione ricevette dal neonato governo ucraino di giurare fedeltà alle Forze armate ucraine. Nonostante numerosi militari fossero di etnia ucraina, per la maggioranza di loro prevalse la lealtà verso il VDV. Tuttavia circa il 40% del 217º Reggimento passò dalla parte dell'Ucraina, andando a costituire la 25ª Brigata aviotrasportata. All'inizio del 1993 la divisione venne quindi ritirata in Russia, presso l'attuale sede di Ivanovo, dopo un accorto con l'Ucraina sulla spartizione dell'equipaggiamento dell'unità.
Fra il 13 dicembre 1994 e il 20 febbraio 1995 elementi della divisione hanno preso parte alla prima guerra cecena. Nel 1998 il 299º e 217º Reggimento sono stati fusi, sciogliendo il primo e integrando il personale nel secondo. Nel 2008 il battaglione obici del 1065º Reggimento artiglieria, il 1º Battaglione del 331º Reggimento e il 2º Battaglione del 217º Reggimento hanno partecipato alla guerra russo-georgiana, combattendo nella battaglia di Tskhinvali.
Nell'agosto del 2014 un gruppo tattico di battaglione del 331º Reggimento è stato impiegato in territorio ucraino durante la guerra del Donbass in sostegno alle milizie filorusse, prendendo parte alla battaglia di Ilovajs'k. Il 24 agosto due veicoli BMD-2 sono stati distrutti dalla 2ª Batteria controcarri della 51ª Brigata meccanizzata ucraina nei pressi di Kutejnykove, e i 10 soldati che si trovavano a bordo sono stati catturati e consegnato al Servizio di sicurezza dell'Ucraina. Il Ministero della difesa russo ha dichiarato che il gruppo aveva attraversato il confine per errore, e dopo alcune trattative i prigionieri sono stati rimpatriati. Nel febbraio 2015 anche elementi del 217º e del 1065º Reggimento hanno partecipato alle ostilità in Ucraina. Il 17 aprile 2015 il capo di stato maggiore generale ucraino Viktor Muženko ha citato la 98ª Divisione fra le unità russe operative nel territorio del Donbass. Elementi della divisione hanno preso parte alla parata del 9 maggio nella città occupata di Donec'k.
Fra il 2 e il 12 gennaio 2022 elementi della divisione hanno preso parte all'operazione OTSC in Kazakistan per riportare l'ordine pubblico nel paese in seguito a proteste e attacchi ai palazzi governativi.

#### Guerra russo-ucraina
Alla fine di gennaio 2022 la divisione è stata schierata in Bielorussia in previsione dell'invasione russa dell'Ucraina. A partire dal 24 febbraio ha attraversato il confine ucraino e preso parte all'offensiva su Kiev, subendo gravi perdite fin dai primi giorni di guerra. In particolare fra l'11 e il 14 marzo l'artiglieria ucraina ha colpito le posizioni del 331º Reggimento nei pressi di Buča, uccidendone il comandante, colonnello Sergej Sucharev, numerosi ufficiali e dozzine di soldati. In seguito il coinvolgimento del 331º Reggimento nel massacro di Buča è stato documentato nel rapporto ufficiale dell'Alto commissariato delle Nazioni Unite per i diritti umani. Il 13 aprile è caduto in azione il capo delle comunicazioni della divisione, colonnello Aleksej Smirnov. In seguito al fallimento dell'operazione per conquistare la capitale ucraina, ad aprile la divisione è stata ritirata in territorio bielorusso, dove da Baranavičy è stata trasferita a Belgorod.
Durante l'estate è stata impiegata nella regione di Cherson, dove insieme a numerose altre unità del VDV e delle Forze terrestri ha combattuto contro le truppe ucraine durante la controffensiva nell'Ucraina meridionale, in particolare nell'area della testa di ponte conquistata dalla 35ª Brigata fanteria di marina oltre il fiume Inhulec'. Il 28 luglio è stato ucciso da un cecchino il comandante del 217º Reggimento, tenente colonnello Ivan Pozdeev. Dopo aver subito diverse perdite, a ottobre ha iniziato a ripiegare verso sud, fino ad abbandonare completamente la sponda settentrionale del Dnepr come il resto delle forze russe entro l'11 novembre. All'inizio del 2023 la divisione è stata trasferita nell'oblast' di Luhans'k, mentre a marzo alcuni elementi sono stati inviati a supportare la 155ª Brigata fanteria di marina durante l'offensiva contro Vuhledar. Ad aprile è stata schierata nel settore di Bachmut, dove ha preso parte alla fase finale della battaglia per la città. Dopo la caduta di Bachmut alla fine di maggio il 217º Reggimento è rimasto di stanza nell'area, mentre il 331º è stato trasferito sul fronte di Kreminna dove ha combattuto durante l'estate. Durante l'estate elementi della 98ª e della 76ª Divisione aviotrasportata hanno affrontato la controffensiva ucraina sul fianco sud di Bachmut, formando unità "Storm-Z" composte da ex prigionieri reclutati nelle carceri e combattendo nei pressi di Kliščiїvka. Nello stesso periodo è stato formato il terzo reggimento della divisione, ricostituendo il 299º Reggimento aviotrasportato delle guardie sciolto nel 1998. A causa della mancanza di personale sufficientemente esperto e addestrato il reggimento è probabilmente un'unità di supporto di normale fanteria motorizzata, priva dell'equipaggiamento specializzato del VDV. Il 13 dicembre è morto in combattimento nei pressi di Kreminna un vice comandante di battaglione del 331º Reggimento, maggiore Anton Moskalenko.
A partire da gennaio 2024 la divisione al completo ha preso parte alla nuova offensiva russa nel settore di Bachmut. In particolare a febbraio ha preso ripetutamente d'assalto il villaggio di Ivanivs'ke, raggiungendone le propaggini orientali senza riuscire a penetrare oltre e subendo gravi perdite nel corso dei combattimenti. Nel mese di marzo, dopo essere stata rinforzata con nuovi battaglioni di riservisti mobilitati, ha continuato ad attaccare verso il centro del villaggio insieme all'11ª Brigata d'assalto aereo. Ad aprile, grazie al supporto della 150ª Divisione e della 200ª Brigata fucilieri motorizzata, ha iniziato ad assaltare il distretto Kanal della cittadina di Časiv Jar, posizionato ad est del canale Donec-Donbass. Per i tre mesi successivi le forze russe hanno cercato senza successo di stabilirvisi, subendo numerose perdite, finché all'inizio di luglio il distretto è stato abbandonato dalle truppe ucraine in quanto ormai raso al suolo e reso impossibile da difendere efficacemente. Nel corso di questi combattimenti il 1 maggio ha perso la vita il comandante del 2º Battaglione del 331º Reggimento, maggiore Dmitrij Peršin.
All'inizio di agosto 2024 due battaglioni del 217º Reggimento, che si trovavano di stanza nell'oblast' di Kursk per ripristinare la propria capacità operativa, sono stati dispiegati per contrastare l'offensiva ucraina in territorio russo. Il resto della divisione ha continuato senza successo a prendere d'assalto Časiv Jar nel tentativo di stabilire una testa di ponte oltre il canale Donec-Donbass, difeso dalla 114ª Brigata di difesa territoriale e dalla 24ª Brigata meccanizzata. Il 24 ottobre è stato ucciso in combattimento il capo di stato maggiore del 2º Battaglione del 299º Reggimento aviotrasportato, tenente colonnello Dmitrij Dmitriev, ex membro del Gruppo Wagner e criminale di guerra. A novembre elementi della divisione hanno preso posizione con successo oltre il canale nell'area a sud della città, venendo impegnati dai contrattacchi locali condotti dalle truppe ucraine. Nei mesi successivi la divisione al completo ha continuato ad essere impiegata nei difficili combattimenti urbani per il controllo della città: il 331º Reggimento è avanzato da nord insieme alla 200ª Brigata fucilieri motorizzata, raggiungendo la fabbrica di mattoni refrattari nel gennaio 2025; il 217º Reggimento ha combattuto in direzione del centro cittadino, attaccando le posizioni ucraine lungo via Nedohibčenko; 299º Reggimento, dopo un periodo di riposo fra ottobre e dicembre, è tornato attivo a gennaio cercando di prendere il controllo dell'area oltre il canale a sud di Časiv Jar. Alla metà del mese di gennaio 2025 sembra che i soldati del 331º Reggimento abbiano occupato la maggior parte dell'area industriale della città, compresa la fabbrica di mattoni refrattari.

## Struttura
- Comando di divisione
- 217º Reggimento aviotrasportato delle guardie "Ivanovo" (unità militare 62295)
  - 1º Battaglione paracadutisti
  - 2º Battaglione d'assalto aereo
  - 3º Battaglione d'assalto aereo
  - Battaglione artiglieria
  - Unità di supporto
- 299º Reggimento aviotrasportato delle guardie (unità militare 33686)
  - 1º Battaglione paracadutisti
  - 2º Battaglione d'assalto aereo
  - 3º Battaglione d'assalto aereo
  - Battaglione artiglieria
  - Unità di supporto
- 331º Reggimento aviotrasportato delle guardie "Kostroma" (unità militare 71211)
  - 1º Battaglione paracadutisti
  - 2º Battaglione d'assalto aereo
  - 3º Battaglione d'assalto aereo
  - Battaglione artiglieria
  - Unità di supporto
- 1065º Reggimento artiglieria delle guardie (unità militare 62297)
  - Battaglione artiglieria campale
  - Battaglione artiglieria semovente
  - Battaglione artiglieria controcarri
  - Unità di supporto
- 5º Reggimento missilistico contraereo delle guardie (unità militare 65376)
- 215º Battaglione ricognizione (unità militare 65391)
- 661º Battaglione genio
- 674º Battaglione comunicazioni delle guardie
- 15º Battaglione manutenzione
- 1683º Battaglione logistico
- 36º Battaglione medico
- 969ª Compagnia supporto aereo
- Compagnia guerra elettronica
- Compagnia comando
- Compagnia UAV

## Comandanti

### Unione Sovietica
- Colonnello Konstantin Vindušev (dicembre 1943 - novembre 1944)
- Maggior generale Vasilij Larin (novembre 1944 - gennaio 1947)
- Maggior generale Ivan Mošljak (gennaio 1947 - maggio 1947)
- Maggior generale Michail Alimov (maggio 1947 - maggio 1950)
- Maggior generale Valerij Savčuk (maggio 1950 - aprile 1952)
- Colonnello Pëtr Rjabov (aprile 1952 - luglio 1954)
- Colonnello Ivan Dedov (ottobre 1954 - maggio 1956)
- Colonnello Andrej Evdan (maggio 1956 - gennaio 1957)
- Maggior generale Michail Sorokin (febbraio 1957 - settembre 1962)
- Maggior generale Dmitrij Suchorukov (settembre 1962 - marzo 1966)
- Maggior generale Nikolaj Baranov (marzo 1966 - 1967)
- Maggior generale Gennadij Samojlenko (1967 - 1973)
- Maggior generale Aleksej Sokolov (1973 - 1977)
- Maggior generale Vitalij Lebedev (1977 - 1982)
- Maggior generale Osval'das Pikauskas (1982 - 1985)
- Maggior generale Aleksandr Čindarov (1985 - 1989)
- Maggior generale Valerij Vostrotin (1989 - 1992)

### Federazione Russa
- Maggior generale Aleksandr Bespalov (1992 - 1996)
- Maggior generale Aleksandr Lencov (1996 - 2009)
- Maggior generale Aleksej Ragozin (2010 - 2013)
- Maggior generale Sergej Volyk (2013 - 2015)
- Maggior generale Dmitrij Ul'janov (2015 - 2017)
- Maggior generale Nikolaj Čoban (2017 - ottobre 2020)
- Maggior generale Viktor Gunaza (ottobre 2020 - novembre 2022)[48]
- Maggior generale Evgenij Tonkich (novembre 2022 - giugno 2024)[49]
- Maggior generale Ruslan Evkodimov (giugno 2024 - in carica)[50]